# Williamsburg (Pennsilvània)
Williamsburg és una població dels Estats Units a l'estat de Pennsilvània. Segons el cens del 2000 tenia 1.345 habitants.

## Demografia
Segons el cens del 2000, Williamsburg tenia 1.345 habitants, 562 habitatges, i 349 famílies. La densitat de població era de 1.403,5 habitants per km².
Dels 562 habitatges en un 30,8% hi vivien nens de menys de 18 anys, en un 47% hi vivien parelles casades, en un 10,5% dones solteres, i en un 37,9% no eren unitats familiars. En el 34% dels habitatges hi vivien persones soles el 17,4% de les quals corresponia a persones de 65 anys o més que vivien soles. El nombre mitjà de persones vivint en cada habitatge era de 2,36 i el nombre mitjà de persones que vivien en cada família era de 3,04.
Per edats la població es repartia de la següent manera: un 24,5% tenia menys de 18 anys, un 7,5% entre 18 i 24, un 28,6% entre 25 i 44, un 21,3% de 45 a 60 i un 18,2% 65 anys o més.
L'edat mediana era de 38 anys. Per cada 100 dones de 18 o més anys hi havia 82,4 homes.
La renda mediana per habitatge era de 29.375$ i la renda mediana per família de 37.717$. Els homes tenien una renda mediana de 28.681$ mentre que les dones 20.526$. La renda per capita de la població era de 14.019$. Entorn del 10,1% de les famílies i el 12,4% de la població estaven per davall del llindar de pobresa.

## Poblacions més properes
El següent diagrama mostra les poblacions més properes.